# 이데 게이타
이데 게이타(일본어: 井出 敬大, 2001년 8월 18일~)는 일본의 축구 선수이다.

## 구단 경력
그는 2020년 J1리그의 가시와 레이솔에 입단했다. 2020년 6월 J2리그의 도치기 SC로 이적했다. 2023년 일본 풋볼 리그의 레일락 시가 FC로 이적했다.